# La Campa
Cet article possède un paronyme, voir Campa (homonymie).
La Campa est une municipalité du Honduras, située dans le département de Lempira. La municipalité est fondée en 1921. Elle comprend 5 villages et 49 hameaux.

## Source de la traduction
- (en) Cet article est partiellement ou en totalité issu de l’article de Wikipédia en anglais intitulé « La Campa » (voir la liste des auteurs).